# لاين فرازير
لاين فرازير هو لاعب هوكي الجليد كندي، ولد في 10 أغسطس 1969 في سكاربورو، تورنتو في كندا.

## وصلات خارجية
- لاين فرازير على موقع دوري الهوكي الوطني (الإنجليزية)
- لاين فرازير على موقع قاعة مشاهير الهوكي (لاعب أن.إتش.أل) (الإنجليزية)
- لاين فرازير على موقع EliteProspects.com (الإنجليزية)
- لاين فرازير على موقع HockeyDB.com (الإنجليزية)
- لاين فرازير على موقع Hockey-Reference.com (الإنجليزية)